# Plaine-de-Walsch
Pour les articles homonymes, voir Walsch.
Plaine-de-Walsch [plɛn də valʃ] est une commune française située dans le département de la Moselle en région Grand Est.
Cette commune se trouve dans la région historique de Lorraine et fait partie du pays de Sarrebourg.

## Géographie

### Communes limitrophes
| Niderviller  |                  | Guntzviller |
| Brouderdorff | Plaine-de-Walsch |             |
|              | Troisfontaines   | Dabo        |

### Hydrographie
La commune est située dans le bassin versant du Rhin au sein du bassin Rhin-Meuse. Elle est drainée par la Zorn et le ruisseau l'Otterbach.
La Zorn, d'une longueur totale de 96,7 km, prend sa source dans la commune de Walscheid et se jette  dans le canal de la Marne au Rhin à Rohrwiller, après avoir traversé 34 communes.

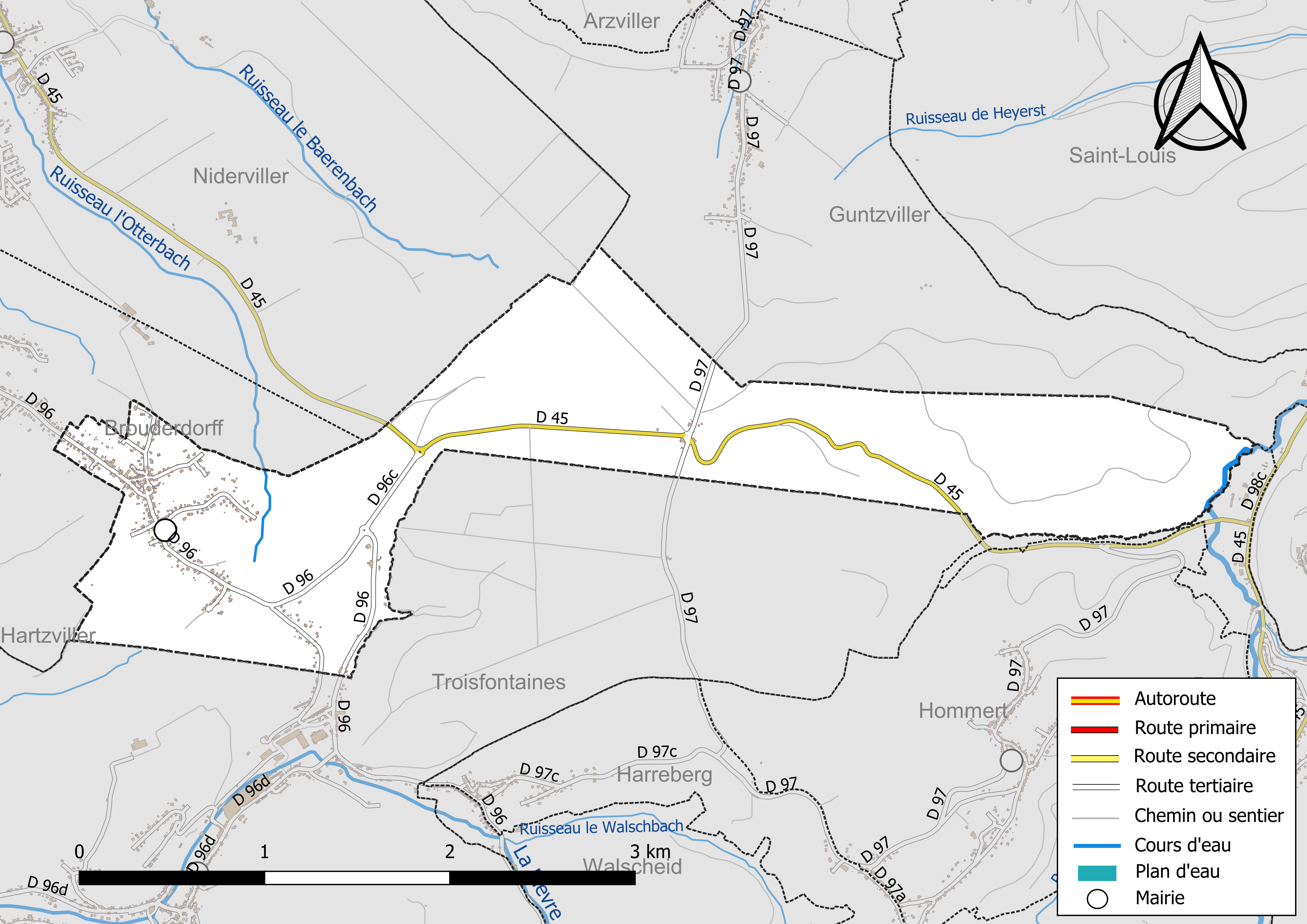
Réseaux hydrographique et routier de Plaine-de-Walsch.

La qualité des eaux des principaux cours d’eau de la commune, notamment de la Zorn, peut être consultée sur un site dédié géré par les agences de l’eau et l’Agence française pour la biodiversité.

### Climat
Pour des articles plus généraux, voir Climat du Grand Est et Climat de la Moselle.
En 2010, le climat de la commune est de type climat des marges montargnardes, selon une étude du Centre national de la recherche scientifique s'appuyant sur une série de données couvrant la période 1971-2000. En 2020, Météo-France publie une typologie des climats de la France métropolitaine dans laquelle la commune est exposée à un climat semi-continental et est dans la région climatique  Vosges, caractérisée par une pluviométrie très élevée (1 500 à 2 000 mm/an) en toutes saisons et un hiver rude (moins de 1 °C). 
Pour la période 1971-2000, la température annuelle moyenne est de 9,6 °C, avec une amplitude thermique annuelle de 17 °C. Le cumul annuel moyen de précipitations est de 1 023 mm, avec 12,9 jours de précipitations en janvier et 10,3 jours en juillet. Pour la période 1991-2020, la température moyenne annuelle observée sur la station météorologique de Météo-France la plus proche, « Nitting_sapc », sur la commune de Nitting à 7 km à vol d'oiseau, est de 10,4 °C et le cumul annuel moyen de précipitations est de 993,7 mm. 
La température maximale relevée sur cette station est de 37,9 °C, atteinte le 25 juillet 2019 ; la température minimale est de −19,4 °C, atteinte le 26 décembre 2010,,. 
Les paramètres climatiques de la commune ont été estimés pour le milieu du siècle (2041-2070) selon différents scénarios d'émission de gaz à effet de serre à partir des nouvelles projections climatiques de référence DRIAS-2020. Ils sont consultables sur un site dédié publié par Météo-France en novembre 2022.

## Urbanisme

### Typologie
Au 1er janvier 2024, Plaine-de-Walsch est catégorisée commune rurale à habitat dispersé, selon la nouvelle grille communale de densité à sept niveaux définie par l'Insee en 2022.
Elle appartient à l'unité urbaine de Troisfontaines, une agglomération intra-départementale regroupant trois  communes, dont elle est une commune de la banlieue,,. Par ailleurs la commune fait partie de l'aire d'attraction de Sarrebourg, dont elle est une commune de la couronne,. Cette aire, qui regroupe 87 communes, est catégorisée dans les aires de 50 000 à moins de 200 000 habitants,.

### Occupation des sols
L'occupation des sols de la commune, telle qu'elle ressort de la base de données européenne d’occupation biophysique des sols Corine Land Cover (CLC), est marquée par l'importance des forêts et milieux semi-naturels (46,9 % en 2018), une proportion identique à celle de 1990 (46,9 %). La répartition détaillée en 2018 est la suivante : 
forêts (40,6 %), prairies (39,4 %), zones urbanisées (11,3 %), milieux à végétation arbustive et/ou herbacée (6,3 %), zones industrielles ou commerciales et réseaux de communication (1,9 %), terres arables (0,4 %). L'évolution de l’occupation des sols de la commune et de ses infrastructures peut être observée sur les différentes représentations cartographiques du territoire : la carte de Cassini (XVIIIe siècle), la carte d'état-major (1820-1866) et les cartes ou photos aériennes de l'IGN pour la période actuelle (1950 à aujourd'hui).

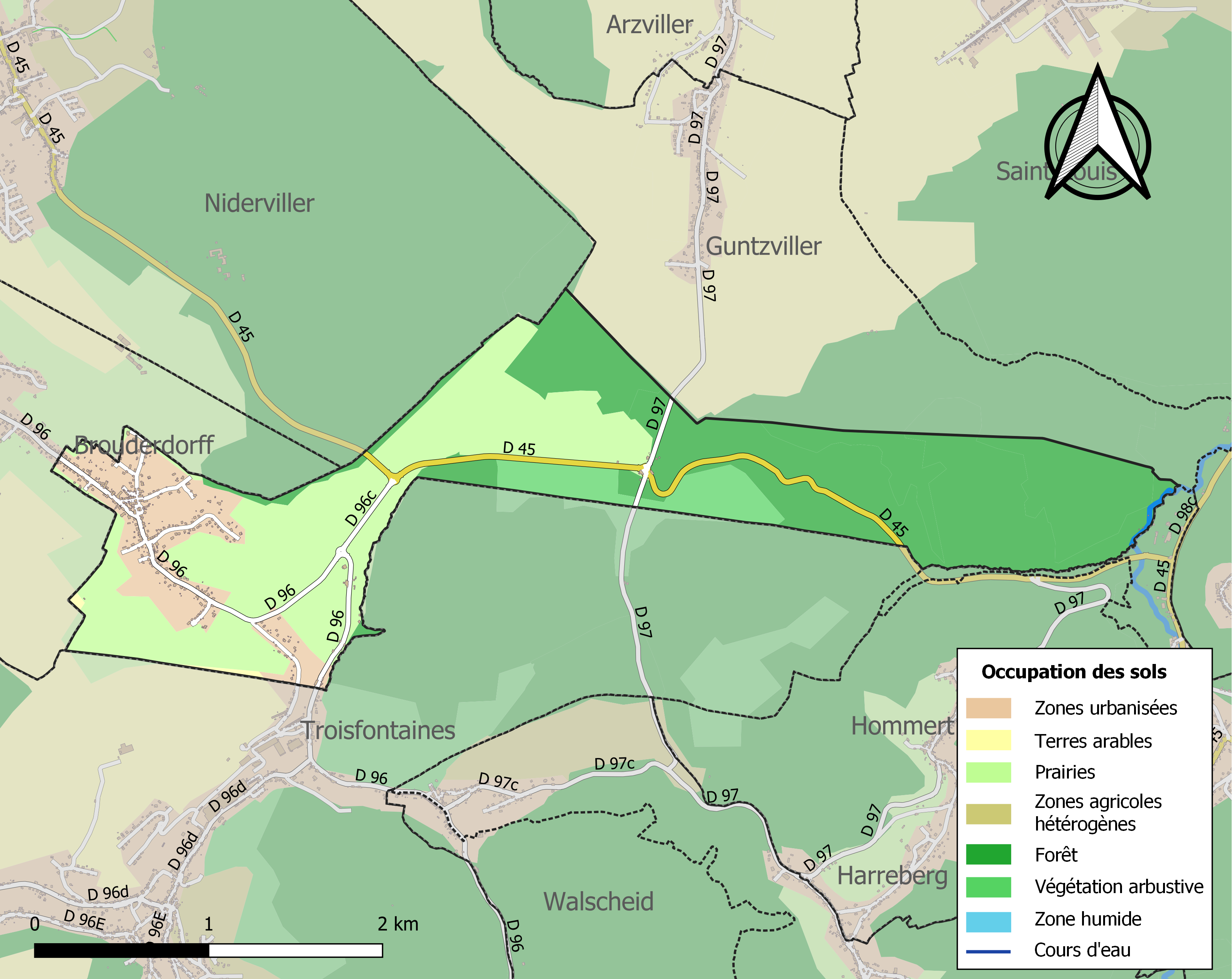
Carte des infrastructures et de l'occupation des sols de la commune en 2018 (CLC).

## Toponymie
Signifie Plaine en avant de Walscheid[pourquoi ?]. Ou jeune vigne (en latin plantea) près d'une forêt (wald déformé par la proximité de Walscheid).
Anciens noms : Blindewasch (1751) ; Plaine-de-Walche (1772) ; Blaindevalsch, Plaindevalche, Pleindevalche (1779); Hochwalsch (1871-1918) ; Plinterwald (1940-1944).

## Histoire
Le village a été fondé en 1707 par le baron de Lutzelbourg[réf. nécessaire], avec une verrerie qui deviendra plus tard la cristallerie de Vallérysthal.
Plaine-de-Walsch a souffert durant les hostilités de la guerre en 1914[précision nécessaire].

## Politique et administration

### Liste des maires
| Période                                  | Période   | Identité      | Étiquette | Qualité |
| ---------------------------------------- | --------- | ------------- | --------- | ------- |
| Les données manquantes sont à compléter. |           |               |           |         |
| mars 1983                                | mars 2001 | Justin Lerch  |           |         |
| mars 2001                                | mars 2008 | Frédéric Jung |           |         |
| mars 2008                                | ?         | Gérard Derler |           |         |
| mai 2020                                 | En cours  | Didier Lerch  |           |         |

## Population et société

### Démographie
L'évolution du nombre d'habitants est connue à travers les recensements de la population effectués dans la commune depuis 1793. Pour les communes de moins de 10 000 habitants, une enquête de recensement portant sur toute la population est réalisée tous les cinq ans, les populations de référence des années intermédiaires étant quant à elles estimées par interpolation ou extrapolation. Pour la commune, le premier recensement exhaustif entrant dans le cadre du nouveau dispositif a été réalisé en 2004.

En 2022, la commune comptait 605 habitants, en évolution de −5,17 % par rapport à 2016 (Moselle : +0,52 %, France hors Mayotte : +2,11 %).
| 1793 | 1800 | 1806 | 1821 | 1831 | 1836 | 1841 | 1846 | 1851 |
| ---- | ---- | ---- | ---- | ---- | ---- | ---- | ---- | ---- |
| 178  | 191  | 279  | 401  | 422  | 487  | 421  | 409  | 456  |

| 1856 | 1861 | 1871 | 1875 | 1880 | 1885 | 1890 | 1895 | 1900 |
| ---- | ---- | ---- | ---- | ---- | ---- | ---- | ---- | ---- |
| 410  | 391  | 327  | 289  | 306  | 321  | 350  | 434  | 445  |

| 1905 | 1910 | 1921 | 1926 | 1931 | 1936 | 1946 | 1954 | 1962 |
| ---- | ---- | ---- | ---- | ---- | ---- | ---- | ---- | ---- |
| 432  | 469  | 419  | 411  | 414  | 429  | 412  | 446  | 455  |

| 1968 | 1975 | 1982 | 1990 | 1999 | 2004 | 2006 | 2009 | 2014 |
| ---- | ---- | ---- | ---- | ---- | ---- | ---- | ---- | ---- |
| 458  | 425  | 417  | 482  | 533  | 544  | 549  | 598  | 626  |

| 2019 | 2022 | - | - | - | - | - | - | - |
| ---- | ---- | - | - | - | - | - | - | - |
| 615  | 605  | - | - | - | - | - | - | - |

### Sports
- FC Plaine de Walsch.
- Centre équestre.

## Culture locale et patrimoine

### Lieux et monuments

#### Édifices religieux
- Église Saint-Charles, de style néo-baroque, datant de 1925.
- Grotte de Lourdes.
- Plusieurs croix de chemin.

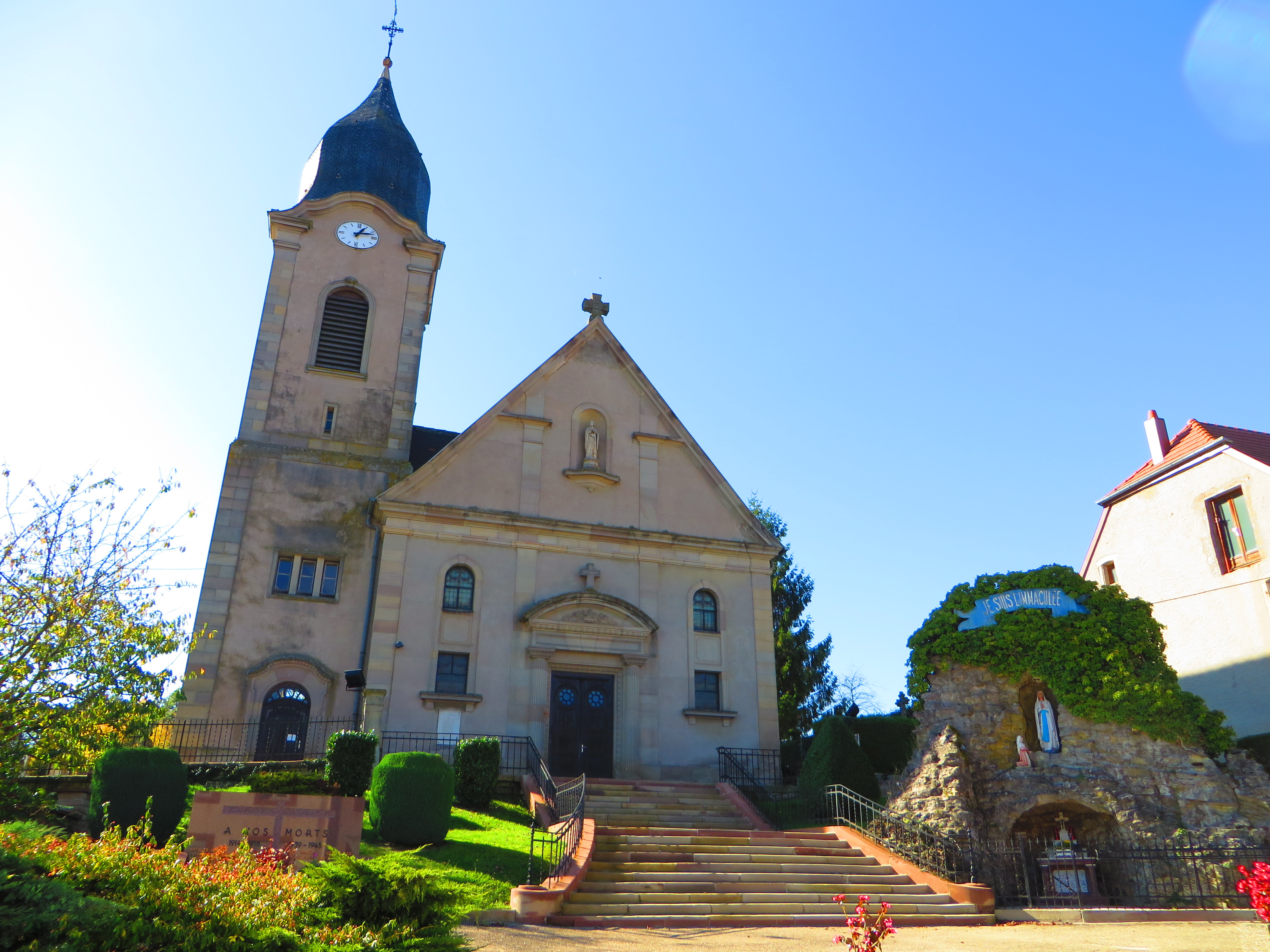
Église Saint-Charles.
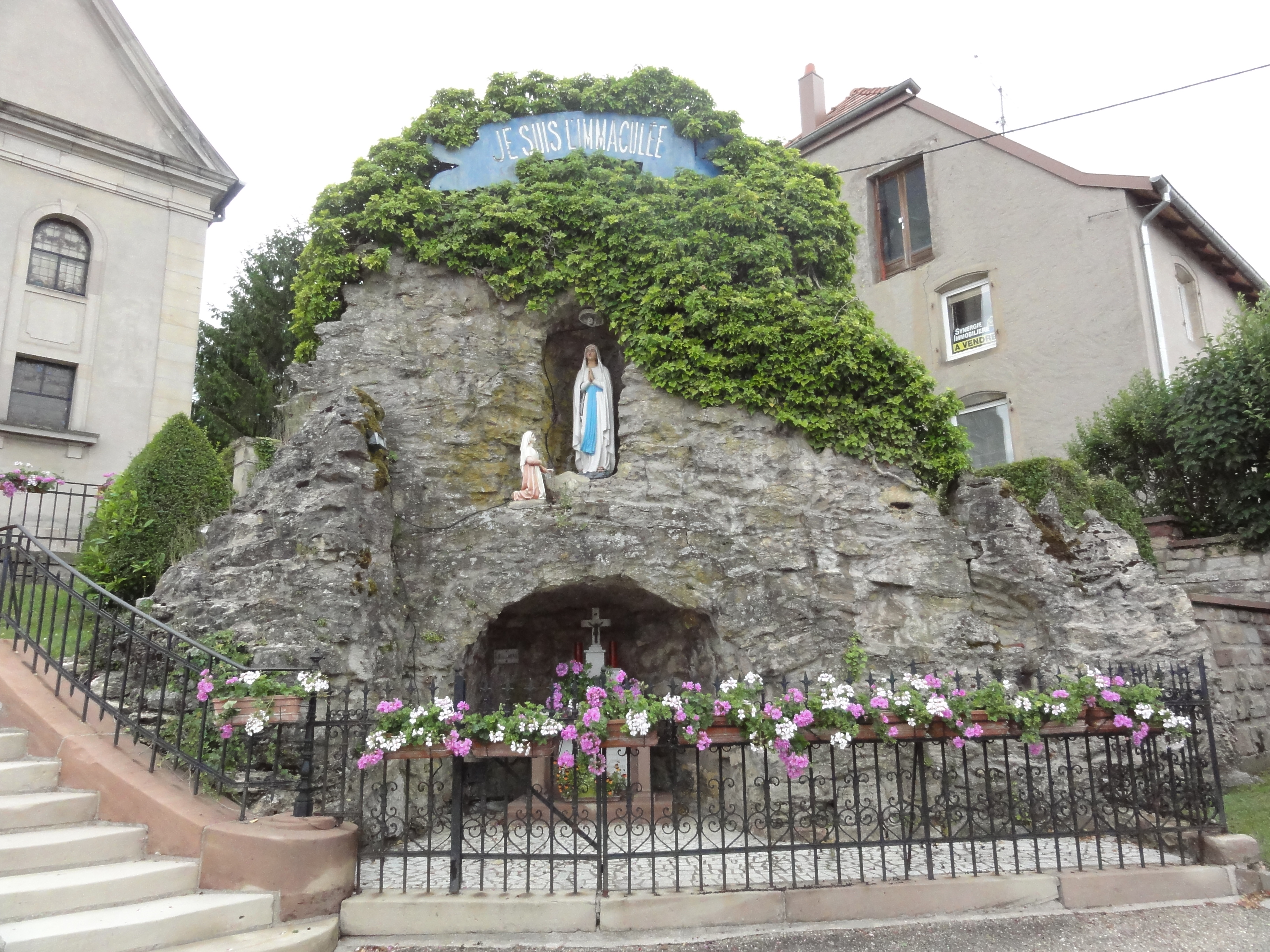
Grotte de Lourdes.
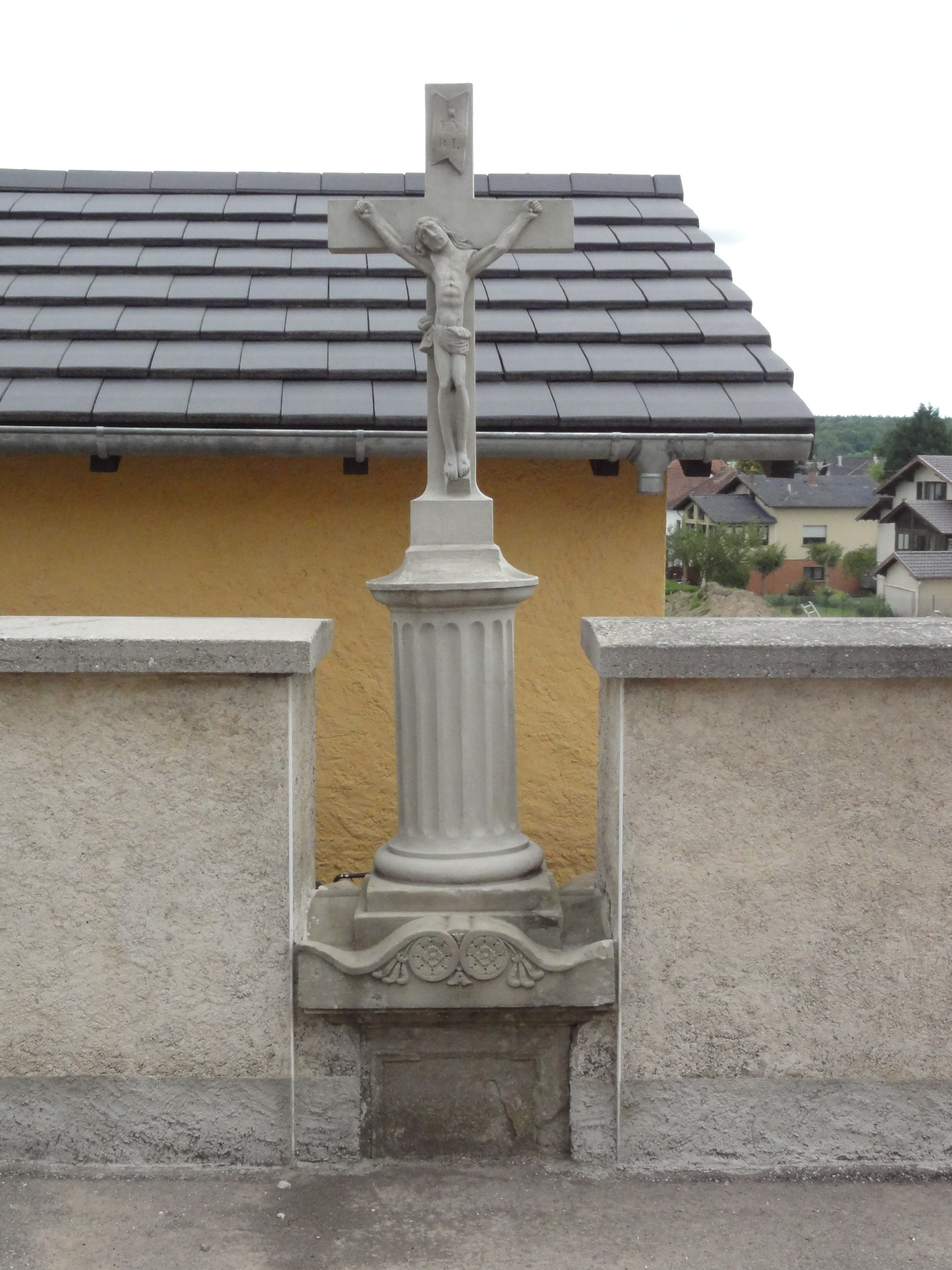
Croix de chemin.
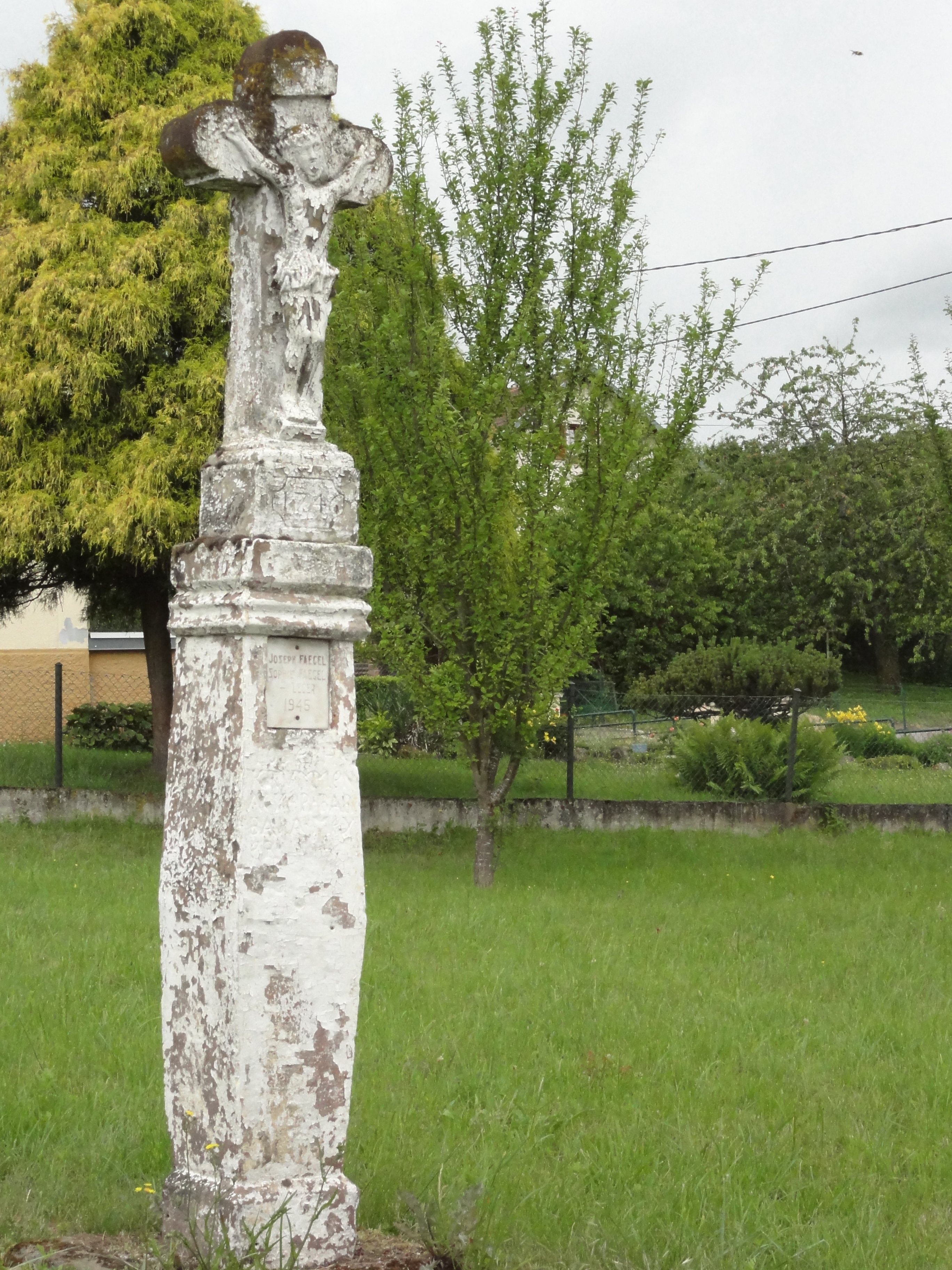
Croix de chemin
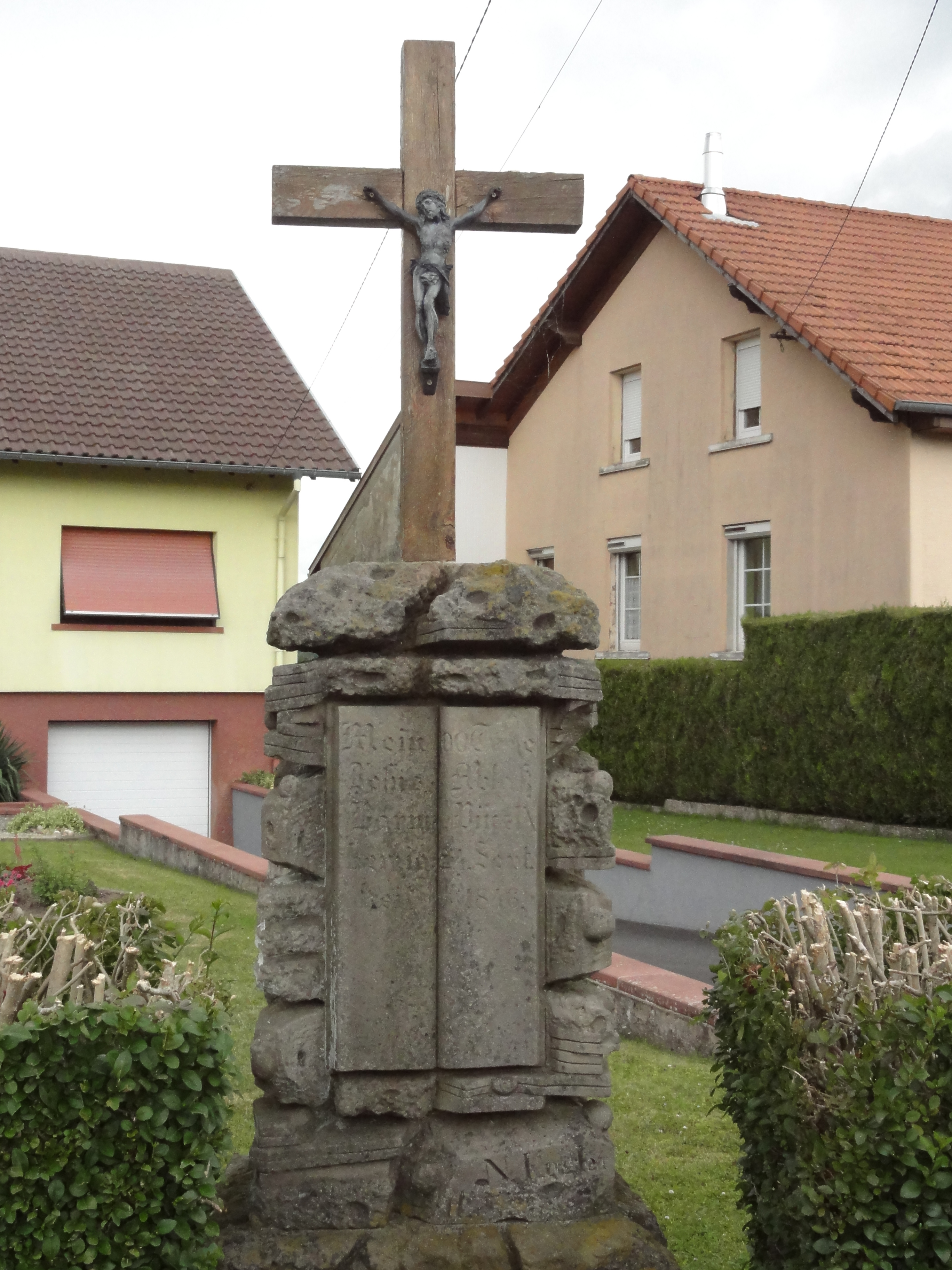
Croix de chemin.

#### Mémoriaux de guerre
- Monument aux morts.
- Plaque commémorative 1914-1918 sur la façade de l'église Saint-Charles.
- Cimetière militaire franco-allemand de Plaine-de-Walsch : La nécropole nationale et le cimetière militaire allemand.

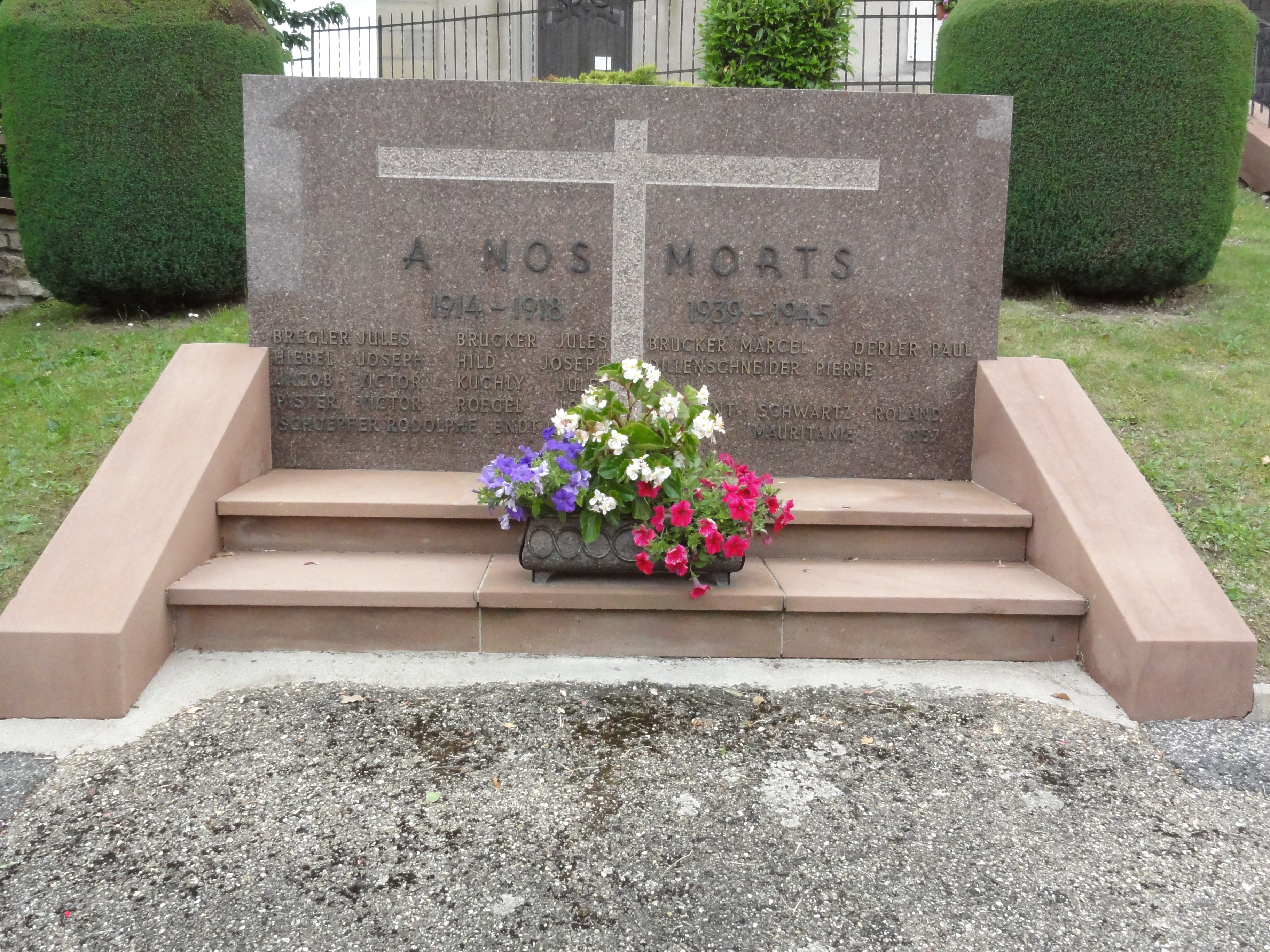
Le monument aux morts.
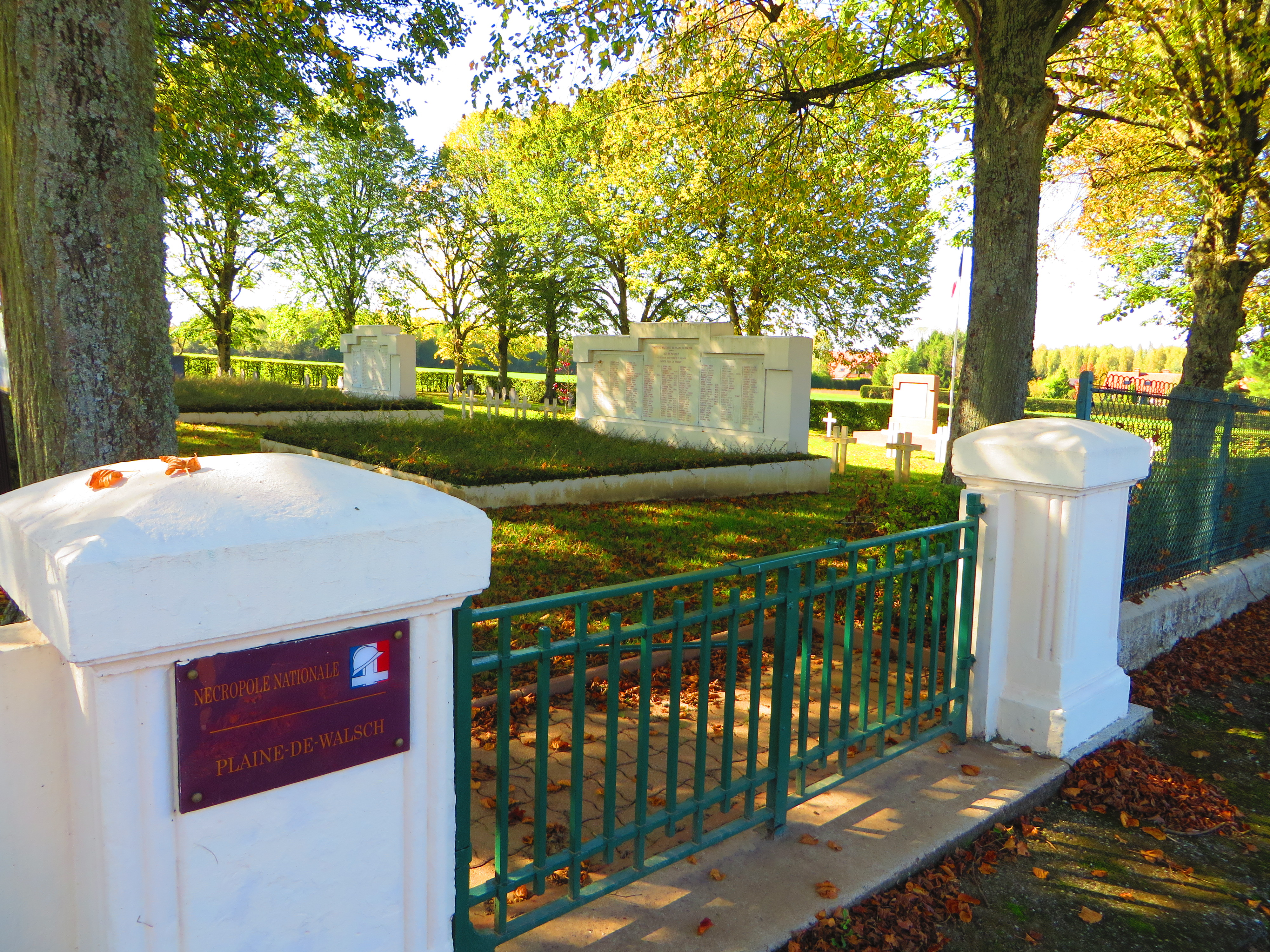
La nécropole nationale de Plaine-de-Walsch
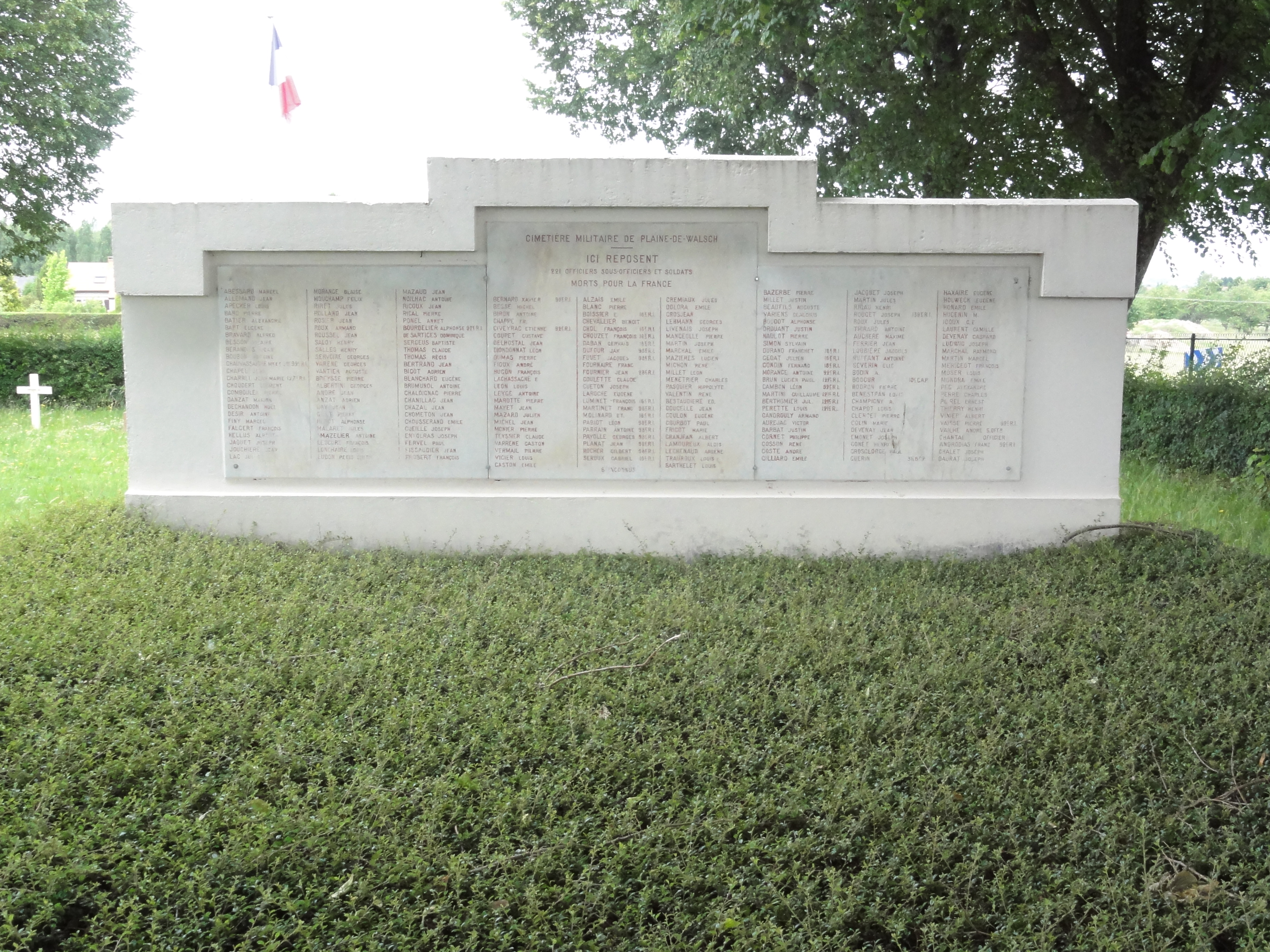
Un des monuments pour les fosses communes.
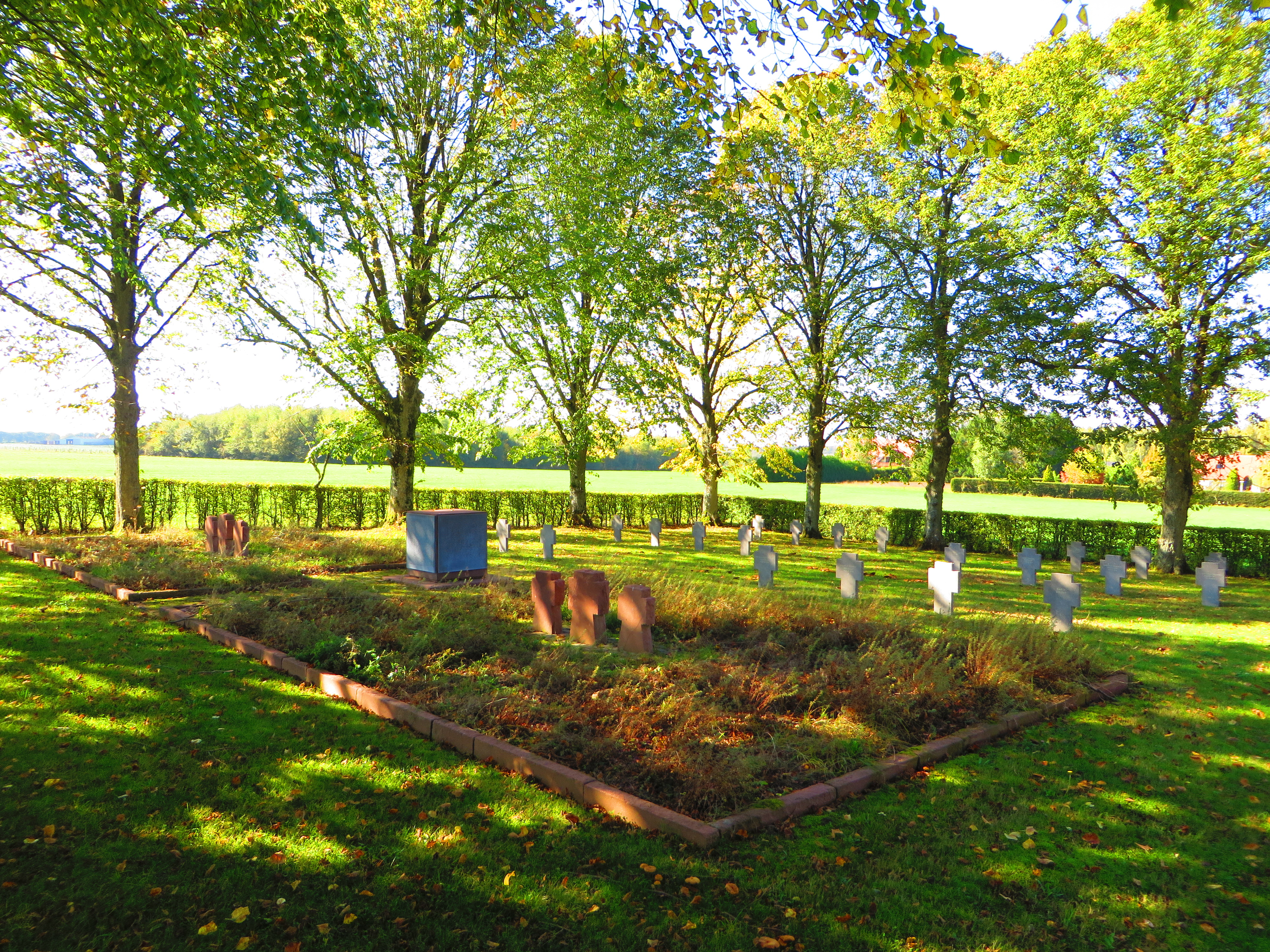
Le cimetière militaire allemand.

#### Édifices civils
- Découverte d'une stèle-maison ornée[Quoi ?].

### Héraldique
| Blason de Plaine-de-Walsch | Blason  | Ecartelé aux 1 et 4 fascé de gueules et de sinople à la bande d'argent, au 2 d'or à la croix celte d'azur, et au 3 d'or au vase d'azur |
| Blason de Plaine-de-Walsch | Détails | Le statut officiel du blason reste à déterminer.                                                                                       |

### Surnom des habitants
Localement, les habitants sont surnommés Maïkäfer (hanneton)[pourquoi ?].

## Pour approfondir